# 白川村立平瀬小学校保木脇分校
白川村立平瀬小学校保木脇分校（しらかわそんりつ　ひらせしょうがっこう　ほきわきぶんこう）は、かつて岐阜県大野郡白川村に存在した公立小学校の分校。

## 概要
- 白川村立平瀬小中学校（当時）[注釈 3]の分校であり、保木脇の児童・生徒が通学した。
- 校舎は保木脇公民館に転用された[1]が、現存しない。

## 沿革
- 1925年（大正14年）10月31日 - 保木脇に未認可の冬季分教場を設置。設置期間は11月から翌年3月。校舎は無く、1か月交代で民家を仮校舎とする。
- 1926年（昭和元年）12月25日 - 校舎が完成する。
- 1929年（昭和4年）12月14日 - 通年の分教場の平瀬尋常高等小学校保木脇分教場として正式に認可される。
- 1941年（昭和16年）4月1日 - 平瀬国民学校保木脇分教場となる。
- 1947年（昭和22年）4月1日 - 平瀬小中学校保木脇分校となる。
- 1958年（昭和33年）12月19日 - 校舎校地一帯が御母衣ダム放水路吐口となるため、校舎を新築（木造2階建）し、移転。
- 1959年（昭和34年）4月 - 御母衣ダム工事関係者の児童が増加したため、小学校5・6年生、中学生は本校の平瀬小中学校への通学となる。
- 1962年（昭和37年）4月 - 本校に通学していた小学校5・6年生、中学生は、保木脇分校の通学に戻る。
- 1963年（昭和38年）4月 - 通年授業を廃止。平瀬小中学校冬季分校となる。
- 1964年（昭和39年） - 3月31日をもって冬季分校を廃止としたが、積雪の影響により、5月まで授業を行ったという。